# オリリア
オリリア（英: Orillia）は、カナダのオンタリオ州シムコー郡にある市である。人口は約30.6千人。シムコー湖に面し、トロントから北に約135 kmの位置にある。地理的にはシムコー郡内にあるが、行政としてはシムコー郡から独立し、独自の行政権を持つ市である。
オンタリオ州警察（OPP）の本部がオリリアに置かれている。

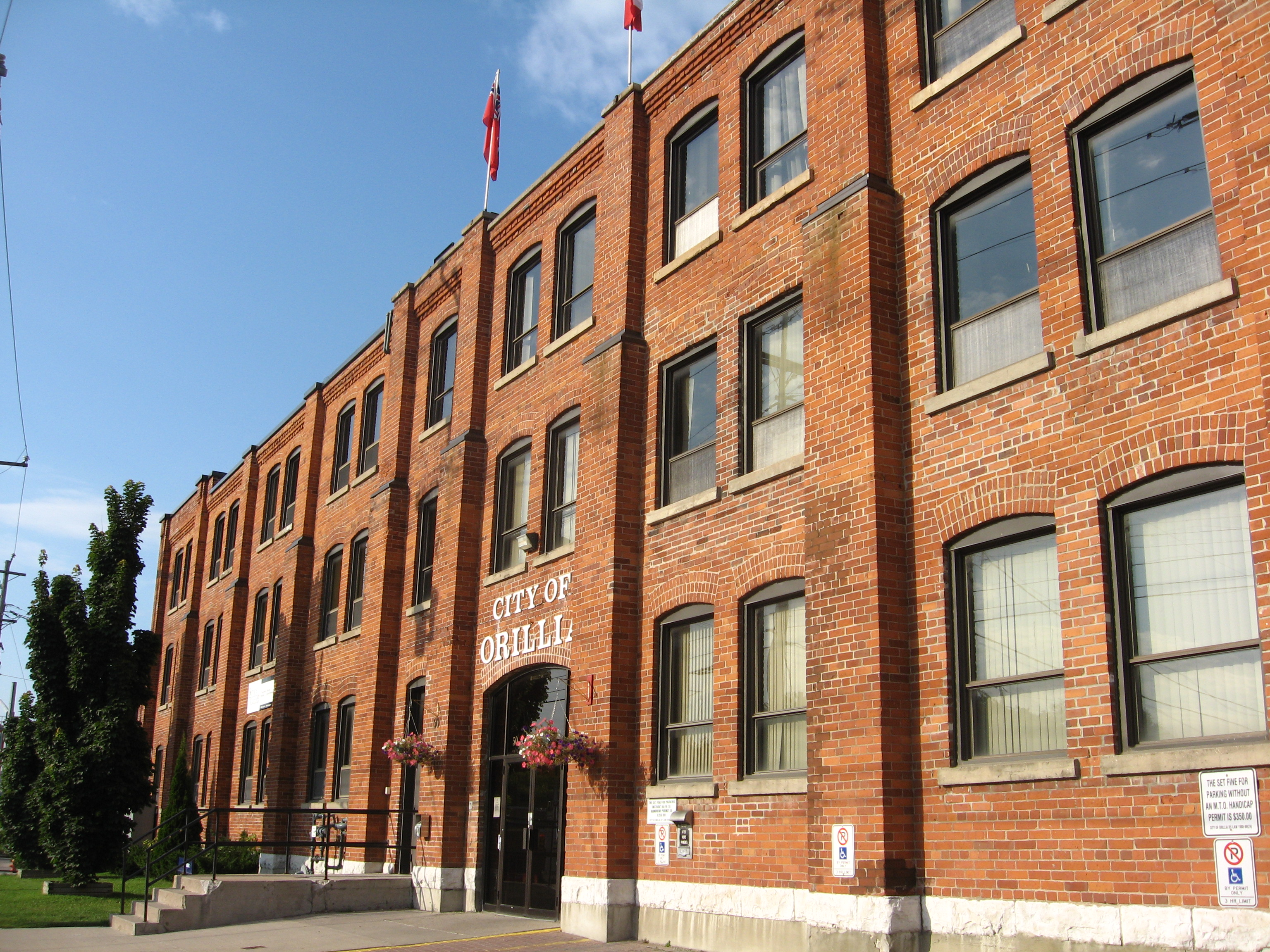
オリリア市庁舎

## 交通

### 道路
- ハイウェイ11号線 (Highway 11)
- ハイウェイ12号線 (Highway 12)

### バス
- オリリア交通局（Orillia Transit）：オリリア交通局のバスは全て循環ルートでダウンタウンのバスターミナルを起点としている。

### 空港
- オリリア空港（Orillia Airport）：IATAコードはないが、ゼネラル・アビエーションではCBSAによる入境管理も行なえる。